# Żuchowice
Żuchowice [pronunciación en polaco: /ʐuxɔˈvit͡sɛ/] es un pueblo ubicado en el distrito administrativo de Gmina Gorzkowice, dentro del Distrito de Piotrków, Voivodato de Łódź, en Polonia central. Se encuentra aproximadamente a 4 kilómetros al noroeste de Gorzkowice, a 21 kilómetros al suroeste de Piotrków Trybunalski, y a 62 kilómetros al sur de la capital regional Łódź.